# 希登湖 (科羅拉多州)
希登湖（英語：Hidden Lake）是位於美國科羅拉多州圓石縣的一個人口普查指定地區。

## 地理
希登湖的座標為40°06′35″N 105°28′40″W / 40.10972°N 105.47778°W，而該地最高點為海拔高度2660米（即8750英尺）。

## 人口
根據2010年美國人口普查的數據，希登湖的面積為1.64平方千米，當中陸地面積為1.60平方千米，而水域面積為0.04平方千米。當地共有人口31人，而人口密度為每平方千米18人。